# Ellen (serie de televisión)
Ellen (llamada These friends of mine durante la primera temporada) es una sitcom estadounidense que se emitió en ABC desde el 29 de marzo de 1994 hasta el 22 de julio de 1998, con un total de 109 episodios.
El tema musical que abre la serie, “So-called friend”, es de la banda escocesa Texas. En la serie puede verse en cada episodio una apertura diferente, en donde Ellen busca la presentación perfecta del programa.
El personaje principal, Ellen Morgan (interpretado por la comediante Ellen DeGeneres), es una neurótica propietaria de una librería. La serie centraba su trama en la relación de Ellen con sus extravagantes amigos, su familia y sus problemas en la vida diaria.
Esta serie no tiene relación con The Ellen Show, la cual fue la segunda comedia de situación de DeGeneres y que fue emitida entre los años 2001 y 2002.

## El episodio de la salida del armario
En 1997, DeGeneres hizo historia en la televisión cuando su personaje, Ellen, se declaró lesbiana en el «Episodio del cachorro» (The Puppy Episode). DeGeneres había salido del armario poco tiempo antes en el programa televisivo The Oprah Winfrey Show y en la revista Time. Para asegurarse un momento memorable, la salida del armario se llevó a cabo en un gag que transcurría en un aeropuerto donde Ellen, inmóvil frente a un mostrador, giraba para decirle al personaje de Laura Dern «Soy homosexual», sin percatarse de que accidentalmente había encendido el micrófono de intercomunicación y anunciado por los altavoces su sexualidad a todo el aeropuerto. En ese episodio puede verse brevemente a Betty, la madre de Ellen DeGeneres, que aparece como una de las personas que escucha el anuncio, mostrándose alarmada por el mismo.
La revelación inició una gran controversia que llevó a la cadena ABC a colocar una advertencia acerca de los contenidos del programa al comienzo de cada episodio.
Ellen había tenido hasta entonces suficiente éxito como para asegurar su continuidad, pero nunca había obtenido grandes críticas favorables o altos picos de rating. Cuando la protagonista se declaró lesbiana el show llamó la atención de mucho más público, pero después de ese capítulo el índice de audiencia decayó algo y ABC comenzó a ser presionada por grupos religiosos conservadores por el contenido gay exhibido. Mientras los episodios finales continuaban emitiéndose, comenzaron a recibir críticas por enfocarse demasiado en temáticas gay.  Incluso algunos miembros de la misma comunidad gay, como Chaz Bono (director de medios de GLAAD), comenzaron a criticar el tono del programa.  En mayo de 1997, ABC cancelaría la sitcom, después de cinco temporadas al aire.

## Personajes

### Ellen Morgan (Ellen DeGeneres)
Ellen Morgan es el personaje principal de la serie. En la primera temporada trabaja en una librería de Los Ángeles llamada “Buy The Book” (Compra el libro). En la segunda temporada le compra la librería a su jefe, convirtiéndose en la única propietaria. Durante los episodios de la cuarta temporada se sugiere la posible homosexualidad del personaje y cerca del final de esa temporada, en el “Episodio del cachorro” , Ellen reconoce su lesbianismo.

### Paige Clark (Joely Fisher)
Aparece en la segunda temporada y permanece hasta el final de la serie. Paige es la amiga neurótica, vanidosa y promiscua de Ellen que trabaja en un estudio de cine. Paige planeaba casarse con su novio Matt, pero lo deja en el altar después de comenzar un romance con el primo de Ellen, Spence. Cuando Ellen sale del clóset a Paige se le torna difícil comprender la homosexualidad de su amiga (incluso más que a los padres de Ellen). En la quinta temporada, Paige finalmente termina de aceptarlo.

### Holly (Holly Fulger)
Aparece solo en la primera temporada y en dos episodios que se emitieron durante la tercera temporada. Holly es una amiga de Ellen algo tímida y vergonzosa.

### Adam Green (Arye Gross)
Adam aparece en las tres primeras temporadas. Es el compañero de departamento de Ellen, siendo amigos desde sus tiempos de universitarios. Adam es un fotógrafo que no tiene éxito con las mujeres y es frecuentemente abandonado por ellas. En la tercera temporada se muda a Inglaterra para trabajar como fotógrafo en el periódico “The sun times”, pero después de marcharse confiesa que estaba comenzando a enamorarse de Ellen.

### Joe Farrell (David Anthony Higgins)
Joe es un canadiense que aparece desde la primera temporada atendiendo la cafetería que hay dentro de la librería. Es algo sarcástico, malicioso y malhumorado.

### Audrey Penney (Clea Lewis)
Audrey es una molesta amiga de Ellen, con quien mantiene una relación de amor-odio. Su frase característica es un animado saludo diciendo «¡Hola, Ellen!» con su voz chillona y atiplada. Inicialmente Audrey se caracteriza por ser irritantemente negativa con todo, aunque siempre de manera cómica. En las últimas temporadas de la serie, se la muestra como una persona sumamente animada y positiva, demasiado para el gusto de Ellen. Cuando Ellen sale del armario, Audrey muestra un exagerado apoyo (diciendo: «Yo, en lo personal creo que es ¡super!») y a partir de entonces se introduce en la cultura LGBT, irónicamente con más vehemencia que la propia Ellen. Ella provenía de una familia de buena posición económica, pero rechazó su herencia para poder continuar trabajando como asistente en Buy the book. En la primera temporada, Ellen hace referencia al marido de Audrey, pero este nunca aparece y Audrey en capítulos posteriores tiene numerosas citas con distintas personas. En un episodio de la cuarta temporada, Ellen, Audrey y Paige hacen una prueba de embarazo para hacer sentir mejor a Paige, quien cree estar encinta. Por un instante se piensa que Audrey es quien está embarazada, pero con el tiempo descubren que su test produjo un resultado falso positivo.

### Spence Kovak (Jeremy Piven)
Primo de Ellen, se une al elenco en el año 1995. Su llegada a la vida de Ellen coincide con las secuelas de un terremoto que se produjo en Los Ángeles. Spence estaba estudiando medicina, pero fue despedido de su empleo y tras ello se volvió negativo y duro consigo mismo. Después de eso intentaría estudiar abogacía. El y Paige mantienen una relación de amor-odio que comienza con constantes peleas pero termina convirtiéndolos en amantes.

### Anita (Maggie Wheeler)
Una de las amigas de Ellen. Aparece en cinco episodios durante la primera temporada y en dos de la tercera, aunque estos últimos fueron hechos para la primera temporada pero no fueron emitidos entonces. 

### Harold Morgan (Steven Gilborn)
Padre de Ellen. Regularmente se muestra despistado acerca de lo que sucede a su alrededor. En las últimas temporadas, el y su relación con su esposa cambia. Ellos están por divorciarse, pero antes de hacerlo vuelven a enamorarse y deponen su decisión.

### Lois Morgan (Alice Hirson)
Madre de Ellen. Tiene con su hija una relación similar a la de Ellen y Audrey.

### Peter Barnes (Patrick Bristow)
Amigo gay de Ellen. La primera aparición de Peter tuvo lugar en la segunda temporada, cuando Ellen comienza a trabajar en obras de caridad en la asociación “Helping Hand” (en español, Manos que ayudan). Siempre muy entusiasta, Peter casi inadvertidamente funciona como la brújula moral de Ellen, y accidentalmente la saca del armario con sus amigos en el episodio “The Puppy Episode” diciéndole: «Ellen, ¡solo diles que eres gay!».

### Ed Billick (Bruce Campbell)
Ed aparece solo en la cuarta temporada como el nuevo administrador de la librería de Ellen. 

### Laurie Manning (Lisa Darr)
Novia de Ellen. Laurie aparece en ocho episodios de la quinta y última temporada de la serie. Ella y su hija Holly (Kayla Murphy) se convierten en una parte cada vez más importante en la vida de Ellen.

## Premios
Premios Emmy

- 1997 Mejor guion en una comedia, Ellen (por el "Episodio del cachorro").[3]